# Malmö Queer Filmfestival

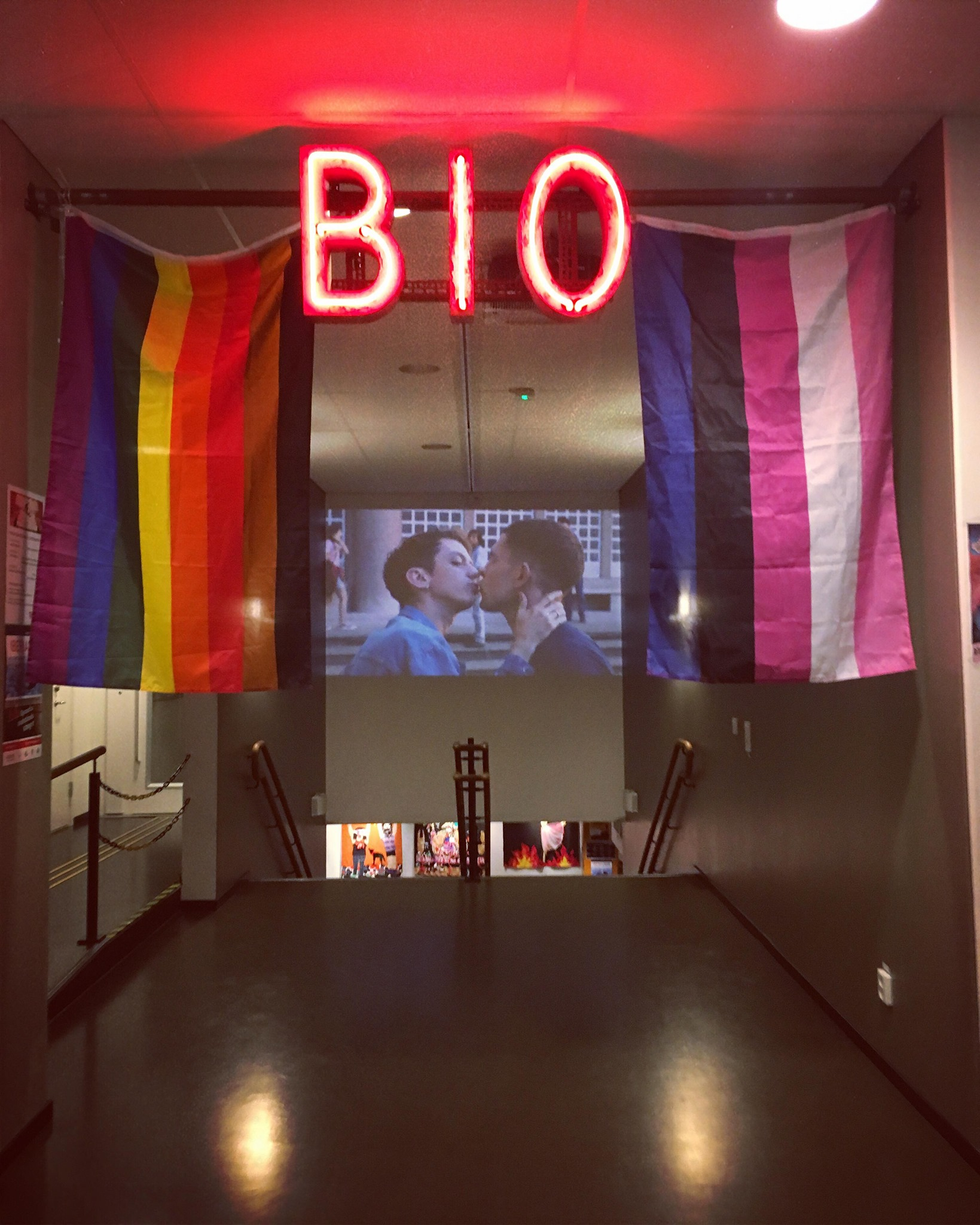
MQF 2020

Malmö Queer Filmfestival är en årlig filmfestival i Malmö som startades 2007 och fokuserar på HBTQIA+ filmer.
Malmö Queer Filmfestival, som förkortas MQF, är den äldsta queerfilmfestivalen i Sverige (2007) och ägs av Folkets Bio Malmö. Festivalen produceras dock av en programgrupp, med intresse i att lyfta queer kultur.
Festivalen äger vanligtvis rum i april månad på Biograf Panora.
Målet med festivalen är att skapa en mötesplats för queer film & kultur i Malmö och lyfta olika slags röster, samt ge Malmöborna en möjlighet att se filmer som inte finns i svensk distribution och som inte finns i den vanliga repertoaren. 
Programmet innehåller alltid ett kortfilmsprogram - Local Heroes - med filmer och regissörsbesök av lokala queera filmskapare.
De tre festivaldagarna hålls ofta utifrån ett särskilt tema, 2018 hade festivalen temat "Klass och Aktivism". 2021 var temat  ”Queer närhet - queera grannar” 